# 班 (行政區劃)
班（韩语：반）是大韩民国行政區劃最底層的区划名称，上級為里或統。班相當於中國大陸的居民小組、村民小組。1938年日本在朝鮮推行的“愛國班”是班制度的起源，大韓民國建國后先後改稱“國民班”、“再建班”，1975年定為現名。每一班通常包含20到100戶，並每月召開班常會（相當於日本的町内會）。韓國民主運動以來，班與統逐漸從自上而下的統治末梢，轉變爲以溝通鄰里爲主的組織。

## 參看
- 里 (朝鮮半島行政區劃)